# Mizuno

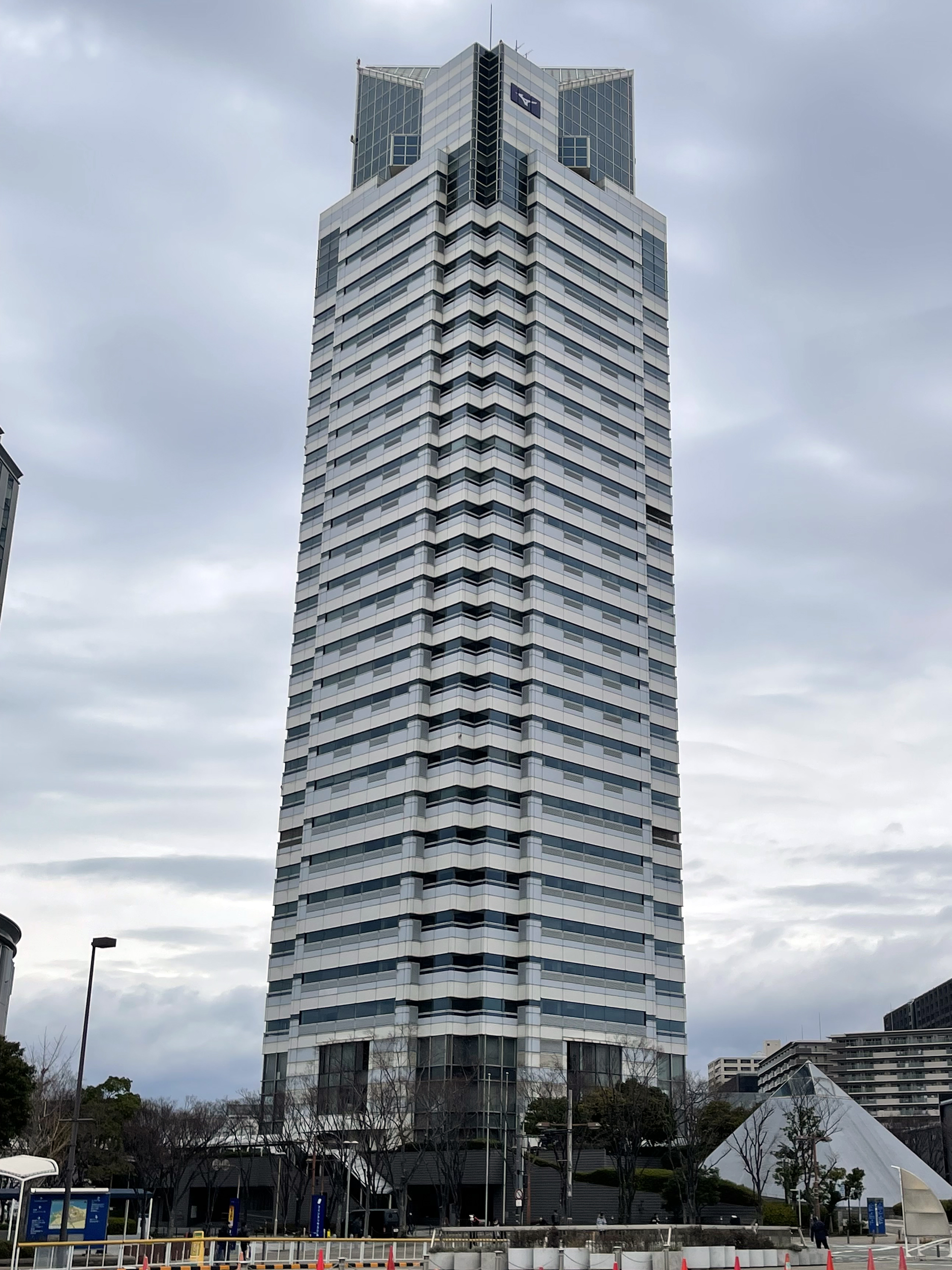
Офіс в м. Осака

Mizuno (яп. 美 津 濃 株式会社, Mizuno Corporation)— японська компанія, спеціалізується на виробництві високотехнологічних товарів для спорту. Нині компанією випускаються товари для практично всіх видів спорту (гольф, теніс, бейсбол, волейбол, футбол, біг, плавання, регбі, лижі, велоспорт, дзюдо, настільний теніс, легка атлетика та багато інших).

## Історія
Компанія була заснована братами Рідз і Ріхаті Мідзуно 1 квітня 1906 у м. Осака як Mizuno brothers Ltd. Це був невеликий магазин, в якому продавалися західні спортивні товари, включаючи бейсбольні м'ячі, а з 1907 року в ньому з'явилася спортивний одяг під замовлення. У 1910 році магазин переїхав до Umeda Shinmichi і змінив назву на Mizuno shop. З 1913 року брати Мідзуно організували власне виробництво бейсбольних м'ячів і рукавичок. У 1933 році компанією було відкрито перший гольф-клуб в Японії — Star Line, який до 1935 року став найбільшим у світі.
У наступні роки корпорація Mizuno підписала кілька спонсорських контрактів з рядом видатних спортсменів: легкоатлет Карл Льюїс, команда з регбі Ол Блекс (All Blacks), чеський тенісист Іван Лендл і видатний гольфіст Нік Фалдо. Зараз спонсорський лист Mizuno включає в себе безліч команд, атлетів, збірних, клубів, гравців і асоціацій і цей список постійно росте і оновлюється.
У 1980 році Mizuno стала офіційним постачальником екіпіровки на Олімпіаді 80 в Москві. У 1992 році компанією було підписано угоду з Сіднейським Олімпійським Комітетом, яка зробила її ексклюзивним постачальником спортивного екіпірування для Олімпійських ігор 2000 року в Сіднеї. Весь цей час фірма розширювалася за рахунок відкриття нових фабрик в Німеччині, Франції, Китаї, Шотландії та Гонконгу.
Нині президентом компанії є Масато Мідзуно, а Mizuno визнаний світовий лідер в області виробництва обладнання для гольфу, кімоно для дзюдо та екіпіровки для волейболу і бігу.

## Технології
Компанія Mizuno відома як виробник високотехнологічної спортивного одягу, взуття та спортивного інвентарю. Ключовою технологією у всій біговій технології взуття Mizuno є технологія «Wave».
Для досліджень і вдосконалення своїх розробок і технологій Mizuno відкрила спеціалізовану студію «Sozo Studio», яка займається високошвидкісними відеоаналізами рухів спортсмена, під час занять різними видами спорту.